# Фрунзенский (Оренбургская область)
Фру́нзенский — посёлок в Красногвардейском районе Оренбургской области, входит в состав Никольского сельсовета.

## История
В 1961 году указом Президиума Верховного Совета РСФСР посёлок Красиков № 9 переименован во Фрунзенский.

## Население
| 2010 |
| ---- |
| 92   |

## Улицы
В посёлке имеется одна улица: Фрунзенская. 